# الحرب الإيطالية 1551-1559
الحرب الإيطالية 1551-1559 المعروفة أحيانًا باسم حروب هابسبورغ فالوا أو الحرب الإيطالية الأخيرة، بدأت عندما أعلن هنري الثاني ملك فرنسا، الذي خلف فرانسوا الأول في العرش، الحرب ضد الإمبراطور الروماني المقدس كارلوس الخامس بنية استعادة إيطاليا وضمان سيطرة فرنسا على الشؤون الأوروبية بدلًا من آل هابسبورغ. أكد المؤرخون على أهمية تكنولوجيا البارود، وأساليب التحصين الجديدة المستخدمة في مقاومة نيران المدافع، بالإضافة إلى تعزيز التأهيل المهني للجنود.

## العمليات

### حملات البحر المتوسط
أبرم هنري الثاني معاهدة التحالف الفرنسي العثماني مع سليمان القانوني للتعاون ضد آل هابسبورغ في البحر المتوسط، ويُعزى ذلك لغزو الأدميرال الجنوي أندريا دوريا لمدينة المهدية في 8 سبتمبر عام 1550 لحساب كارلوس الخامس. مكن التحالف هنري الثاني من توجيه الغزوات الفرنسية صوب نهر الراين، بينما دافع الأسطول الفرنسي العثماني عن جنوب فرنسا.
مثّل الحصار العثماني لطرابلس في عام 1551 الخطوة الأولى للحرب الإيطالية الشاملة 1551-1559 في أوروبا. أُصدرت أوامر لضم قوادس مارسيليا الفرنسية إلى الأسطول العثماني في منطقة البحر المتوسط. في عام 1552، عندما هاجم هنري الثاني كارلوس الخامس، أرسل العثمانيون 100 قادس إلى غرب البحر الأبيض المتوسط، برفقة ثلاثة قوادس فرنسية بقيادة غابرييل دي لويتز دارامون لدعمهم في غاراتهم على طول ساحل كالابريا في جنوب إيطاليا، وتمكنوا من الاستيلاء على مدينة ريدجو. في معركة بونزا، تقابل الأسطول مع 40 قادسًا بقيادة الأدميرال الجنوي أندريا دوريا أمام جزيرة بونزا، وتمكن من القضاء على الجينويين والاستيلاء على سبعة قوادس. أدى هذا التحالف أيضًا إلى غزو كورسيكا في عام 1553. استمر العثمانيون في مضايقة مُلكيات آل هابسبورغ عبر قيامهم بعمليات مختلفة في البحر الأبيض المتوسط، كالغزو العثماني لجزر البليار في عام 1558، بطلب من هنري الثاني.

### الحملات البرية
على الجبهة القارية، تحالف هنري الثاني مع أمراء البروتستانت الألمان في معاهدة تشامبورد في عام 1552. نجح الهجوم المبكر على دوقية لورين، وتمكن هنري من الاستيلاء على ثلاث مدن أسقفية متز، وتول، وفردان، وضمنهن بعد هزيمة جيش هابسبورغ الغازي في معركة رينتي في عام 1554. وقع الغزو الفرنسي لتوسكانا في عام 1553، كدعم لسيينا التي هاجمها الجيش الفلورنسي الإمبريالي، لكن جيان جياكومو ميديشي هزم الغزو الفرنسي في معركة مارشيانو عام 1554. سقطت سيينا في عام 1555 وأصبحت في النهاية جزءًا من دوقية توسكانا الكبرى التي أسسها كوزيمو الأول دي ميديشي، دوق توسكانا الأكبر.
وُقعت معاهدة في فاوسيليس في 5 فبراير عام 1556 بين كارلوس الخامس وهنري الثاني ملك فرنسا. بعد تنازل الإمبراطور كارلوس في عام 1556، قُسّمت إمبراطورية هابسبورغ بين فيليب الثاني ملك إسبانيا وفرديناند الأول، وانتقل تركيز الحرب إلى إقليم الفلاندر. اختُرقت المعاهدة بعد فترة وجيزة. كان البابا بولس الرابع مستاءً وحث هنري الثاني على الانضمام إلى الدولة البابوية في غزو نابولي الإسبانية. ردًا على ذلك في 1 سبتمبر عام 1556، غزا فيليب الثاني الدولة البابوية بشكل استباقي مع 12 ألف جندي بقيادة دوق ألبا، وهُزمت القوات الفرنسية القريبة من الشمال وأُجبرت على الانسحاب إلى تشيفيتلا في أغسطس عام 1557. احتلت القوات الإسبانية ميناء أوستيا في محاولة منها لمحاصرة روما إلا أن الجيوش البابوية ردتها في هجوم مفاجئ. هُزمت الجيوش البابوية إذ تركت وحدها بعد عجز القوات الفرنسية عن الحضور لمساعدتها، فوصلت القوات الإسبانية إلى أطراف روما. وافق بولس الرابع على مطالبة دوق ألبا للدول البابوية بإعلان الحياد خوفًا من وقوع هجوم آخر على روما. انتقد الإمبراطور كارلوس الخامس اتفاق السلام بوصفه سخيًا جدًا لصالح البابا.
هزم فيليب الفرنسيون في معركة سانت كينتان عام 1557 بالتعاون مع إيمانويل فيليبير دوق سافوا. أدى دخول إنجلترا إلى الحرب في وقت لاحق من ذلك العام إلى استيلاء القوات الفرنسية على مدينة كاليه، ونهبت الجيوش الفرنسية الممتلكات الإسبانية في البلدان المنخفضة. رغم ذلك اضطر هنري الثاني إلى قبول اتفاق سلام تخلى فيه عن أي مطالبات أخرى لإيطاليا.
انتهت الحروب لأسباب أخرى، بما فيها «التخلف المزدوج عن سداد الديون في عام 1557»، إذ تخلفت الإمبراطورية الإسبانية عن سداد ديونها، وسرعان ما تبعتها فرنسا. فضلًا عن ذلك، اضطر هنري الثاني إلى مواجهة حركة بروتستانتية متنامية في الداخل، وتطلع إلى سحقها.